# Fréjus (trein)
De Fréjus was een Europese internationale trein op de verbinding Lyon - Turijn. De naam verwijst naar de Fréjustunnel onder de Mont Cenis, waar de trein doorheen reed.

## EuroCity
Op 29 september 1996 werd de Fréjus in het EuroCity net opgenomen. De trein maakte deel uit van een trio dat de twee bestaande InterCity's, de Il Piemonte en de IC Mont Cenis op de Mont Cenis route verving. Samen met de EC Monginevro, de EC Mont Cenis en de, als EuroCity rijdende TGV's EC Alexandre Dumas en EC Manzoni werd vijf keer per dag per richting een EuroCity tussen Lyon en Turijn aangeboden. De EC Mont Cenis en de TGV's reden vanaf Turijn verder naar Milaan.

### Rollend materieel
De dienst werd gestart met ETR 460 treinstellen van de FS. Door de kantelbak zou de trein het bergtraject een half uur sneller dan de Intercity kunnen afleggen. In de praktijk bleek de beschikbaarheid van de treinstellen, door voortdurende technische problemen, tegen te vallen zodat na de winter van 1997/1998 een van de drie Italiaanse treinen tijdelijk werd geschrapt. In mei 2000 kwam, op Frans aandringen, het besluit om de ETR 460 op deze route uit dienst te nemen. Op 15 december 2002 volgde de omzetting naar getrokken materieel met een wisseling van lokomotief in Modane. Op 14 december 2003 reed de EC Fréjus voor het laatst.

### Route en dienstregeling

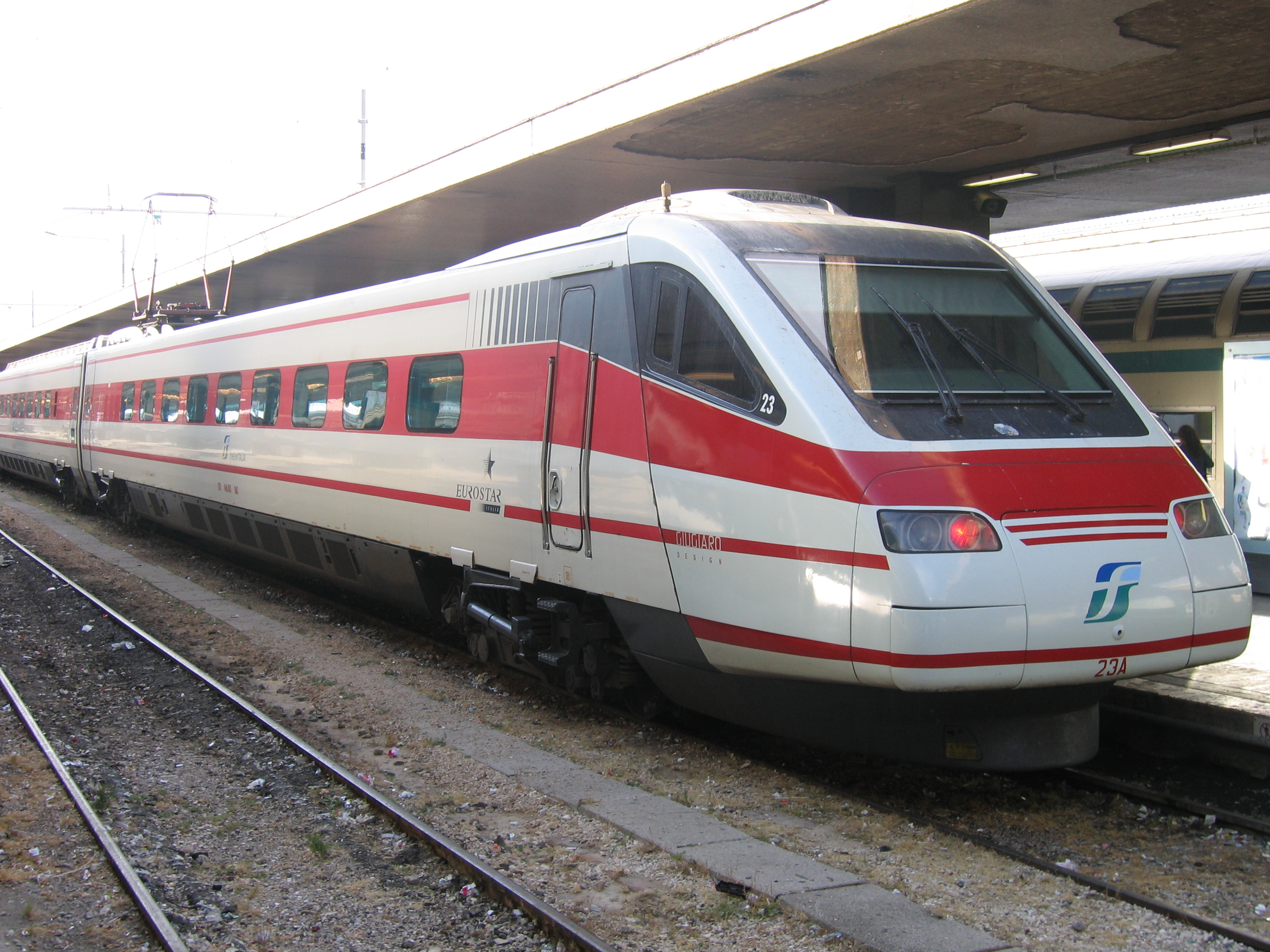
ETR 460 van Trenitalia

| LT | land      | station              | km  | TL |
| -- | --------- | -------------------- | --- | -- |
|    | Frankrijk | Lyon Perrache        | 0   |    |
|    | Frankrijk | Chambéry             | 107 |    |
|    | Frankrijk | Montméllan           | 121 |    |
|    | Frankrijk | St Jean de Maurienne | 178 |    |
|    | Frankrijk | Modane               | 206 |    |
|    | Italië    | Bardonecchia         | 226 |    |
|    | Italië    | Oulx C.C.S.          | 237 |    |
|    | Italië    | Torino PN            | 362 |    |